# تریستان ریسک

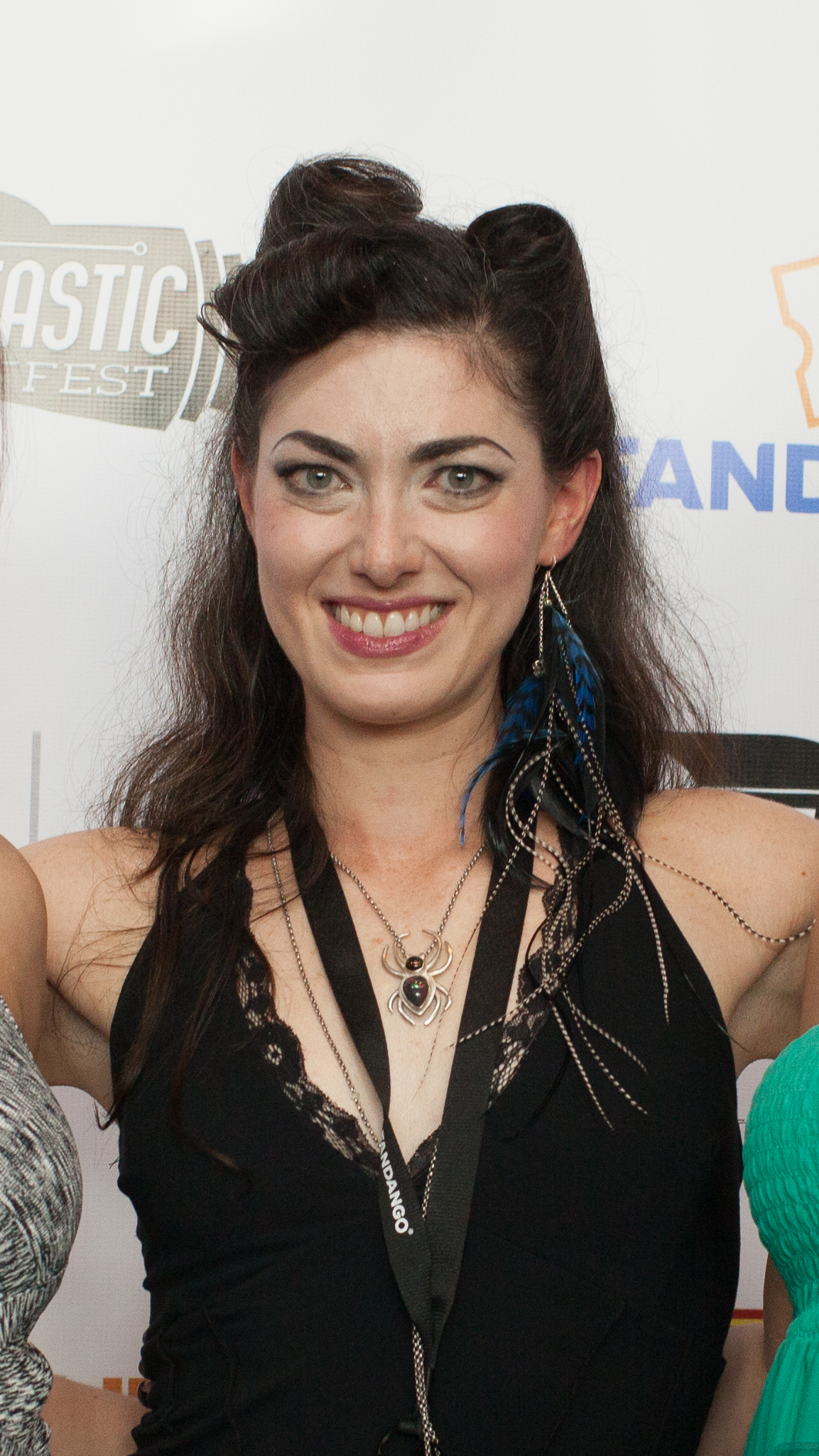
نگارهٔ تریستان ریسک، بازیگر زن اهل کانادا - ۲۰۱۴

تریستان ریسک (به انگلیسی: Tristan Risk) بازیگر زن اهل کانادا است که بیشتر برای ایفای نقش در فیلم‌های سبک ترسناک نظیر «مری آمریکایی» و مانیا شناخته شده است.